# 大原町 (岡山県)
大原町（おおはらちょう）は、かつて岡山県の北東部に位置し兵庫県と境を接していた町である。英田郡に属していた。現在は合併により美作市となり、旧大原町役場は美作市役所大原総合支所となっている。

## 概要
中国山地に位置し山林で占められている。町の中央部を北から南に流れる吉野川沿いは比較的平地となっている。
大原宿は因幡国と播磨国を結ぶ因幡街道の宿場として江戸時代より栄えたという歴史をもつ。
1889年の大原村発足以前は江ノ原・尾崎・川西・古町・辻堂・上庄・下町の7村であり、美作国発足当時は江ノ原・尾崎・川西・古町が英多郡大原郷に、辻堂・上庄・下町は同郡讃甘郷に属した。その後荘園化されてそれぞれ大原保、讃甘荘と呼ばれるようになった。

## 教育
- 大原町立大原小学校
- 大原町東粟倉村組合立大原中学校

現在は両校とも美作市立。 
- 岡山県立大原高等学校 - 2006年に閉校。

## 沿革
- 明治5年8月17日（1872年9月19日） - 尾崎村と川西村が合併して川西村となる。辻堂村と上庄村が合併して辻堂村となる[1]。
- 1881年（明治14年）9月2日 - 川西村と古町村が合併して古町村となる[1]。
- 1883年（明治16年）2月15日 - 連合戸長役場制度発足により、吉野郡第三部戸長役場を古町村に設置し、同村および江ノ原村他計6村を管轄。吉野郡第四部戸長役場を辻堂村に設置し、同村および下町村他計4村を管轄[2]。
- 1889年（明治22年）6月1日 - 町村制施行に伴い、吉野郡江ノ原村・下町村・辻堂村・古町村が合併、大原村が発足。
- 1900年（明治33年）4月1日 - 吉野郡が英田郡と合併し、新たに英田郡となる（英田郡大原町）。
- 1922年（大正11年）10月1日 - 町制を施行し大原町となる。
- 1954年（昭和29年）3月25日 - 英田郡大原町・讃甘村・大野村・大吉村の1町3村が合併し、新・大原町となる。大字辻堂を中町に改称。
- 2005年（平成17年）3月31日 - 英田郡美作町・作東町・英田町・東粟倉村、勝田郡勝田町との合併（新設合併）により美作市となる。

## 交通

### 鉄道
- 智頭急行智頭線 ： 宮本武蔵駅 - 大原駅
  - 中心となる駅:大原駅（スーパーいなば岡山方面、スーパーはくと京都方面も停車する）

### 道路
- 町内を走る高速道路：なし
  - 合併後の2010年3月28日に鳥取自動車道部分開通により大原IC供用開始
- 町内を走る一般国道：国道373号、国道429号
- 町内を走る県道
  - 岡山県道5号作東大原線
  - 岡山県道・兵庫県道240号下庄佐用線
  - 岡山県道357号梶並立石線

## 名所・旧跡・観光スポット・祭事・催事
- 大原宿 - 岡山県指定町並保存地区[3]
- 竹山城跡